# دونكي كونغ جونيور ماث
دونكي كونغ جونيور ماث (بالإنجليزية: Donkey Kong Jr. Math)‏ ، هي لعبة فيديو من نوع منصات وتعليم الرياضيات، أنتجت سنة 1983 ونشرها شركة نينتندو اليابانية، وأعيد إصدار اللعبة لنظامي نينتندو وي ووي يو.

## وصلات خارجية
- دونكي كونغ جونيور ماث على موقع IMDb (الإنجليزية)

- Official Nintendo Wii Virtual Console Minisite (باليابانية)
- Official Nintendo Wii Minisite (بالإنجليزية)
- Official Nintendo Wii U Minisite (بالإنجليزية)
- Donkey Kong Jr. Math على موبي غيمز